# Peter Attrill
Pour les articles homonymes, voir Attrill.
Peter Attrill, né le 28 novembre 1929 en Tasmanie, est un skipper australien. Il participe aux Jeux olympiques d'été de 1952 de Helsinki.